# Rio Apiaí Guaçu
Rio Apiaí Guaçu är ett vattendrag i Brasilien.   Det ligger i delstaten São Paulo, i den södra delen av landet, 900 km söder om huvudstaden Brasília.
I omgivningarna runt Rio Apiaí Guaçu växer i huvudsak städsegrön lövskog. Runt Rio Apiaí Guaçu är det mycket glesbefolkat, med 2 invånare per kvadratkilometer.